# Joachim Kehl
Joachim Kehl (* 9. Juli 1958) ist ein ehemaliger deutscher Fußballspieler.

## Karriere
Joachim Kehl absolvierte zwischen 1976 und 1978 für die Stuttgarter Kickers in 36 Spiele in der 2. Bundesliga Süd. Später war er für die Amateurmannschaft der Kickers sowie für die SpVgg Renningen aktiv.